# Alessandro Cipriani
Alessandro Cipriani, né le 28 avril 1959 à Tivoli (Rome), est un compositeur italien de musique électronique.

## Biographie
Après ses études musicales, il a obtenu son diplôme en composition et musique électronique au conservatoire Sainte-Cécile à Rome. Après une production de musiques instrumentales avec élaboration électronique parmi lesquelles un quatuor à cordes et bande magnétique intitulé "Quadro", et une pièce pour piano, percussions et bande magnétique d’une durée de 60 minutes, Il Pensiero Magmatico,, (La pensée Magmatique) écrite en collaboration avec Stefano Taglietti, Alessandro Cipriani dédie son travail au rapport avec les musiques de cultures différentes et celles occidentales classiques contemporaines.
La trilogie sur le chant religieux (islamique, hébraïque, e grégorien) composée par Alessandro Cipriani dans les années 2001-2007 est fondamentale dans sa recherche musicale. Cette œuvre a été composée en différentes versions, stéréo, quadriphoniques et 5.1, en versions acousmatique et live,,,. Dans ce travail, Alessandro Cipriani élabore de nouveau les chants traditionnels des trois religions monothéistes en maintenant une forte intégration entre la voix originale sa compréhensibilité et l’élaboration électronique de la voix elle-même. Les trois pièces sont "Al Nur (La Luce)" (sur le chant islamique), "Mimaa’Makim" (sur le chant hébraïque) et "Aqua Sapientiae/Angelus Domini",,. Ses collaborations avec des musiciens de cultures différentes l’ont porté à réfléchir sur le rapport entre les cultures locales et la culture globale en relation avec la musique électroacoustique. De ces réflexions qui sont documentées dans un numéro spécial de la revue "Organised Sound" écrit par Alessandro Cipriani sont nées des collaborations avec des musiciens de culture same comme Tuuni Lansman, de culture iranienne comme Mahammad Ghavi-Helm, chinoise comme Song Fei et Fan Wei Qing, et berbère comme Nour Eddine Fatty.
Une des collaborations les plus intenses d’Alessandro Cipriani a été avec l’artiste visuelle Alba D’Urbano. De cette rencontre qui s’est développée dans les années 1980, des travaux audiovisuels sont nés, parmi lesquelles quatre vidéos, quatre vidéo-installations  sonores et une installation sonore interactive sur seize canaux, "Rosa Binaria: Memories" exposée au Leopold-Hoesch-Museum de Dueren (Allemagne),.
Après une période dédiée à différentes bandes sonores de documentaires et vidéos de Giulio Latini et Silvia Di Domenico, naît en 2001 une longue collaboration avec les compositeurs de Edison Studio. Elle a abouti à des œuvres écrites collectivement et en particulier les bandes sonores de 4 films muets Les Derniers Jours de Pompéi, Le Cabinet du docteur Caligari, Chantage et L'Enfer. Cette dernière bande sonore a été publiée en 2011 en version 5.1 surround sur un DVD du film restauré de la cinémathèque de Bologne dans la collection Cinema ritrovato.

## L’œuvre didactique
Les publications d’Alessandro Cipriani représente un intérêt international dans le domaine de la didactique de la musique électronique, en particulier le texte "Il Suono Virtuale" écrit en collaboration avec R. Bianchini et "Virtual Sound",, version américaine du même texte. Sa recherche dans le domaine de la didactique l'a porté successivement à collaborer avec Maurizio Giri et de cette collaboration, un nouveau texte « Musica Elettronica e Sound Design Vol.1 », Vol.2 et Vol.3 basé sur le logiciel Max/MSP et sa version en langue anglaise Electronic Music and Sound Design Vol.1, Vol.2 et Vol.3 ont été publiés.